# TV Dinners
TV Dinners è un singolo del gruppo musicale statunitense ZZ Top, pubblicato nel 1983 ed estratto dall'album Eliminator.

## Tracce
- 7"

1. TV Dinners
2. Cheap Sunglasses

## Cover
Il brano è stato inciso come cover dal musicista britannico Robert Palmer nell'album Drive (2003).

## Formazione
- Billy Gibbons – chitarra, voce
- Dusty Hill – basso
- Frank Beard – batteria